# Statuto dei consoli del Comune di Pistoia

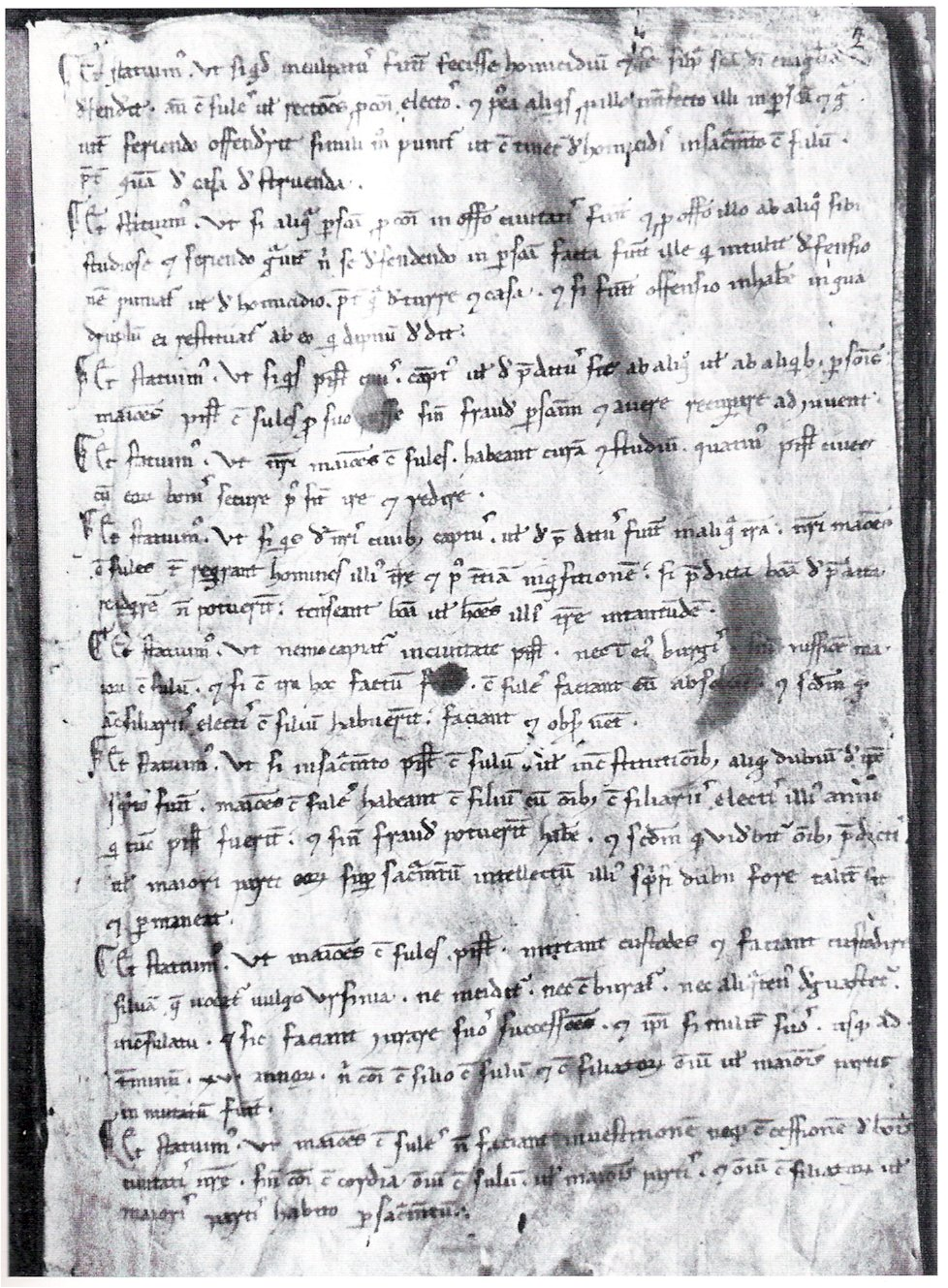
Archivio capitolare di Pistoia. Statuto dei consoli. C.90, carta 2 recto

Lo Statuto dei consoli del Comune di Pistoia del 1117, (Constitutum, consulum, Communis Pistoriae) rappresenta la più antica raccolta scritta di leggi, regolamenti e consuetudini dell'età Comunale, a noi pervenuta.

## Storia
Si tratta del frammento di una copia dell'originario statuto dei consoli, la primitiva magistratura civica di Pistoia, eseguita a circa sessant'anni di distanza dalla compilazione dell'originale, datato ormai con una certa sicurezza al 26 novembre 1117. È la più antica testimonianza normativa di un Comune italiano. Fra gli statuti del XII secolo di cui si conservano l'originale od una copia, si possono ricordare quelli di Genova del 1143 e di Pisa del 1162-64. Per molte altre città che sicuramente si erano date uno statuto intorno alla metà del XII secolo (Milano, Siena, Lucca) non è invece rimasta alcuna documentazione.
L'originale, con tutte le modifiche e aggiunte apportate nel tempo, è andato perduto e ne sopravvive solamente parte della copia eseguita dalla Chiesa pistoiese e da allora conservata, con altri statuti pistoiesi di poco successivi, nel codice C.90 dell'Archivio capitolare di Pistoia. La copia risulta eseguita nel 1175 per mano di “Guido notarius domni imperatoris Frederici”.

## Consistenza
Lo statuto del 1117, si compone di due fogli, piegati in quattro carte, delle quali: le prime due (la 1 e la 2) scritte in recto e verso, per complessive quattro facciate e le ultime due (la 7 e la 8), bianche. Altri due fogli centrali del quaderno originario, (corrispondenti alle carte 3,4,5 e 6) sono andati perduti.
Nelle quattro carte superstiti sono riportati 24 capitoli di norme statutarie (Et statuimus...) riguardanti molte e disparate materie. La cattiva qualità della pergamena, di consistenza assai variabile e rozza, tagliata irregolarmente e l'intensa consultazione a cui i codici sono stati sottoposti nei secoli, ne hanno favorito un grave deperimento, sia del supporto che del testo.

## Contenuto
Nella storia italiana, lo statuto pistoiese del 1117 costituisce il primo riscontro dell'assunzione formale da parte di una comunità cittadina dei principi di autogoverno, con un proprio testo normativo elaborato in piena libertà ed autonomia, anziché dettato o delegato da un diploma imperiale.
Nonostante la sua frammentarietà, il Constitutum consulum Communis Pistoriae riesce a mostrare un quadro assai ben definito dei rapporti politici e sociali di quel fondamentale momento storico di passaggio. Gli argomenti trattati dalle norme leggibili nel frammento (numerate progressivamente nell'edizione del Berlan, dal numero 1 al 24) sono infatti i seguenti:
- Relazioni fra autorità laiche e religiose. (1)
- Tutela delle insegne comunali. (2)
- Meccanismi elettorali e competenze dei consoli. (3,4,5,6,7,8,16,18)
- Istituzioni e procedure della giustizia civile e penale. (9,10,11)
- Libertà e salvaguardia dei cittadini e dei loro beni. (12,13,14,15)
- Custodia dei luoghi. (17)
- Regole e sanzioni sui compensi di lavoro. (19,20,21,22,23,24)

Un quadro assai significativo della vita comunitaria dei cittadini di Pistoia, dove per la prima volta si incontrano nuovi concetti di libertà e partecipazione civica di una società ormai sempre più distaccata dagli schemi feudali e già protesa verso gli albori di un sia pur rudimentale assetto democratico.
Si delinea un ordinamento istituzionale già ben definito nei suoi organi essenziali: l'assemblea, il Consiglio, i consoli. Questi organi autonomi, espressione della città, provvedono a nominare tutte le autorità sia politiche che giurisdizionali, svincolandosi così dall'autorità del sovrano.
La base del nuovo sistema politico diviene “l'arengo” l'assemblea dei cittadini che provvede all'elezione dei consoli e dei consiglieri. Probabilmente nella piazza, non sappiamo con quali modalità di voto e di partecipazione, ma certamente con una partecipazione corale della città in una forma rudimentale di democrazia diretta.

## Estratti
Sul rispetto della religione, ma anche sulla prevalenza dell'autorità laica
- norma 1 - Stabiliamo e decretiamo che i consoli maggiori di Pistoia tengano sotto la loro protezione e difesa la chiesa di San Zeno ed i suoi beni, e proteggano e difendano tutte le chiese, i luoghi pii e i loro beni nel raggio di quattro miglia intorno alla città di Pistoia ... Ma resta inteso che i consoli si atterranno a questo decreto soltanto se il vescovo di Pistoia e il Capitolo della cattedrale avranno assunto nei loro riguardi solenne impegno di comparire in giudizio essi stessi e il clero, alla stregua dei laici, e avranno riconosciuto ai consoli la facoltà di costringere loro stessi e il clero ad osservare questa regola. - «Statuimus et censemus ut maiores Pistorie consules habeant in protectione et defensione ecclesiam Sancti Zenonis et eius bona, et habeant in protectione et defendant omnes ecclesias, loca venerabilia et eorum bona usque ad .iiij. miliaria propre civitatem Pistoriam, ... Intellectus talis est quod teneantur de hoc capitulo si episcopus Pistorie et Pistoriensis ecclesie capitulum promiserint consulibus civitatis Pistorie solepniter quod ipsi et sui clerici stabunt in iudicio cum laicis et dederint consulibus licentiam ut constringant eos et clericos suos ad rationem stare.»

Sulla libertà dei cittadini e sulla loro difesa da parte delle istituzioni
- norma 13 - Anche stabiliamo che i nostri consoli maggiori procurino con ogni mezzo che i cittadini di Pistoia possano muoversi liberamente con i loro beni. - «Et statuimus ut nostri maiores consules habeant curam et studium quatinus Pistoriae cives cum eorum bonis secure possint ire et redire.»
- norma 14 - Anche stabiliamo che se un nostro concittadino venga preso o derubato in qualsiasi territorio, i nostri consoli maggiori ne chiedano la restituzione, e dopo aver ripetuto la richiesta per tre volte senza aver ottenuto il recupero dei beni depredati, sequestrino beni e persone di quel territorio in pari quantità. - «Et statuimus ut si quis de nostris civibus captus vel depredatus fuerit in aliqa terra, nostri maiores consules tunc requiranat homines illius terre, et post tertiam inquisitionem, si predicta bona depredata readquiere non potuerint, teneant bona vel homines illius terre in tantundem»